# Ford Ranchero (Ameryka Północna)
Ford Ranchero – samochód dostawczo-osobowy typu pickup klasy wyższej, a następnie klasy pełnowymiarowej produkowany pod amerykańską marką Ford w latach 1956–1979.

## Pierwsza generacja

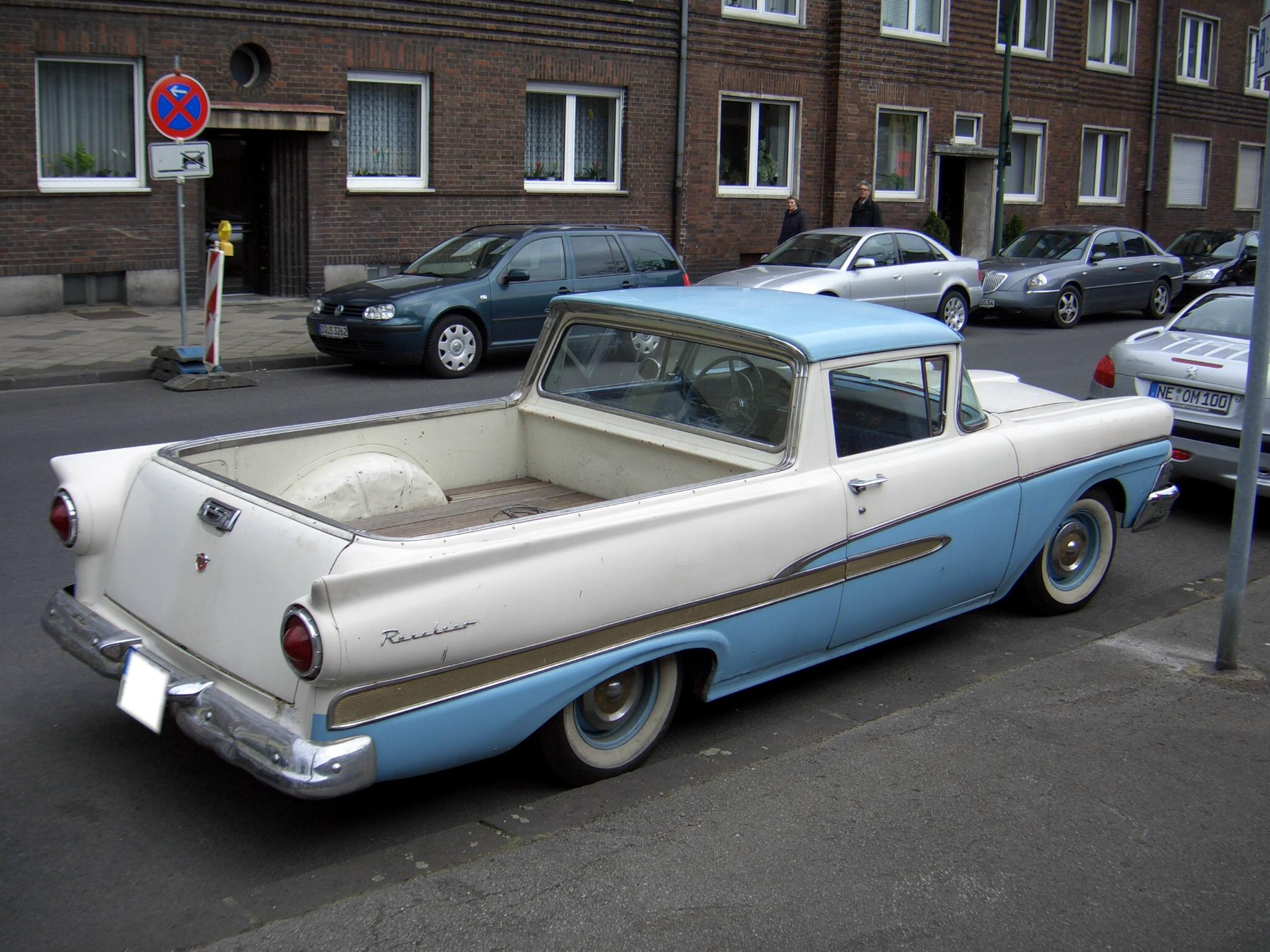
Ford Ranchero I - tył

Ford Ranchero I został zaprezentowany po raz pierwszy w 1956 roku.
Pierwsza generacja Ranchero została wprowadzona do produkcji w grudniu 1956 roku. Dzieliła ona płytę podłogową przygotowaną dla Forda na rocznik 1957, używały jej także modele: Custom sedan z krótkim rozstawem osi, 2-drzwiowy Ranch Wagon kombi i użytkowy Courier Delivery. Rozstaw osi wynosił 2946 mm, długość nadwozia zaś
5131 mm. Jako źródło napędu służył benzynowy silnik V8 297 (4,9 l).

### Silniki
- L6 3.7l OHV
- V8 4.8l Y-Block
- V8 5.8l FE

## Druga generacja

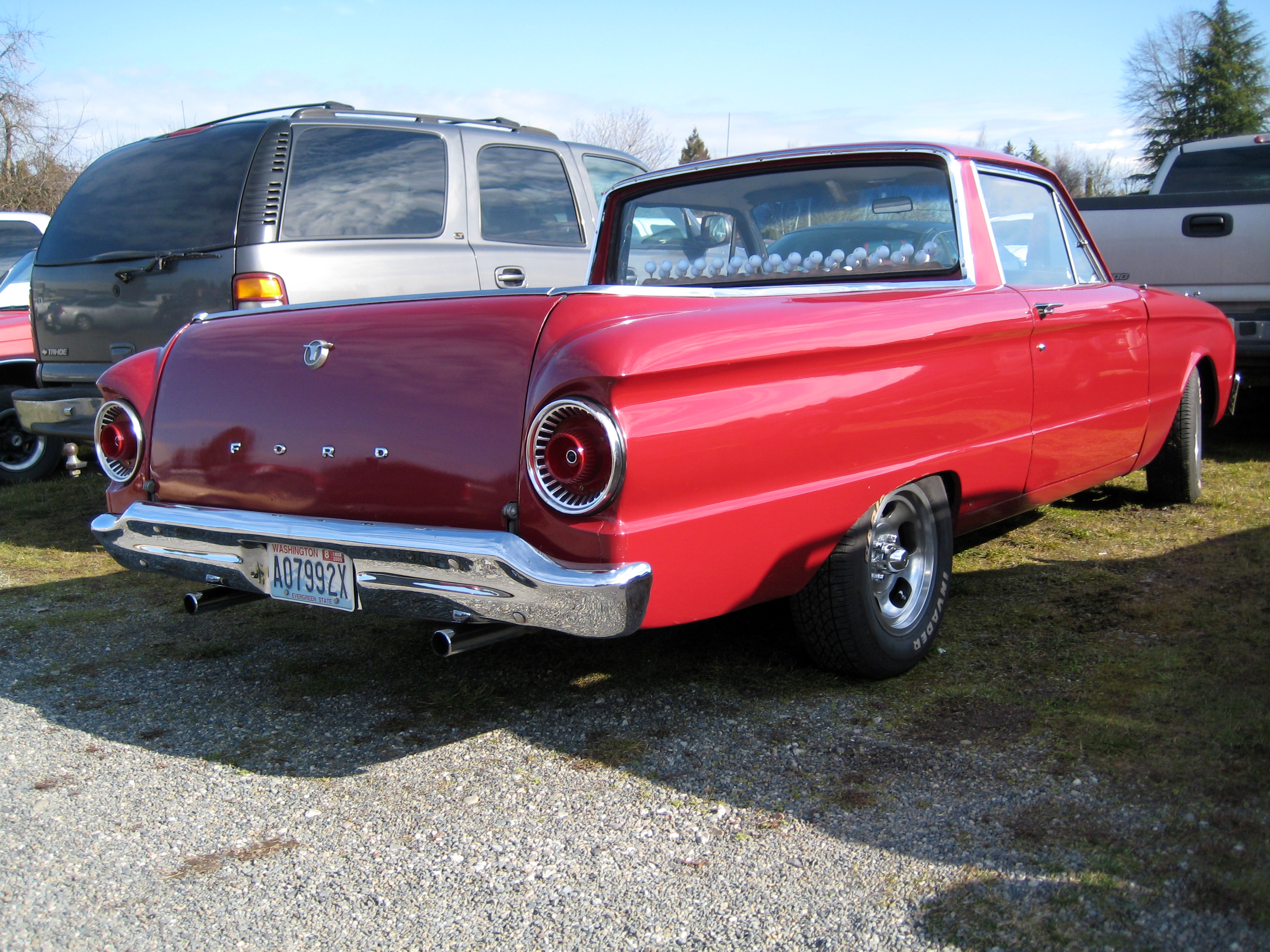
Ford Ranchero II - tył

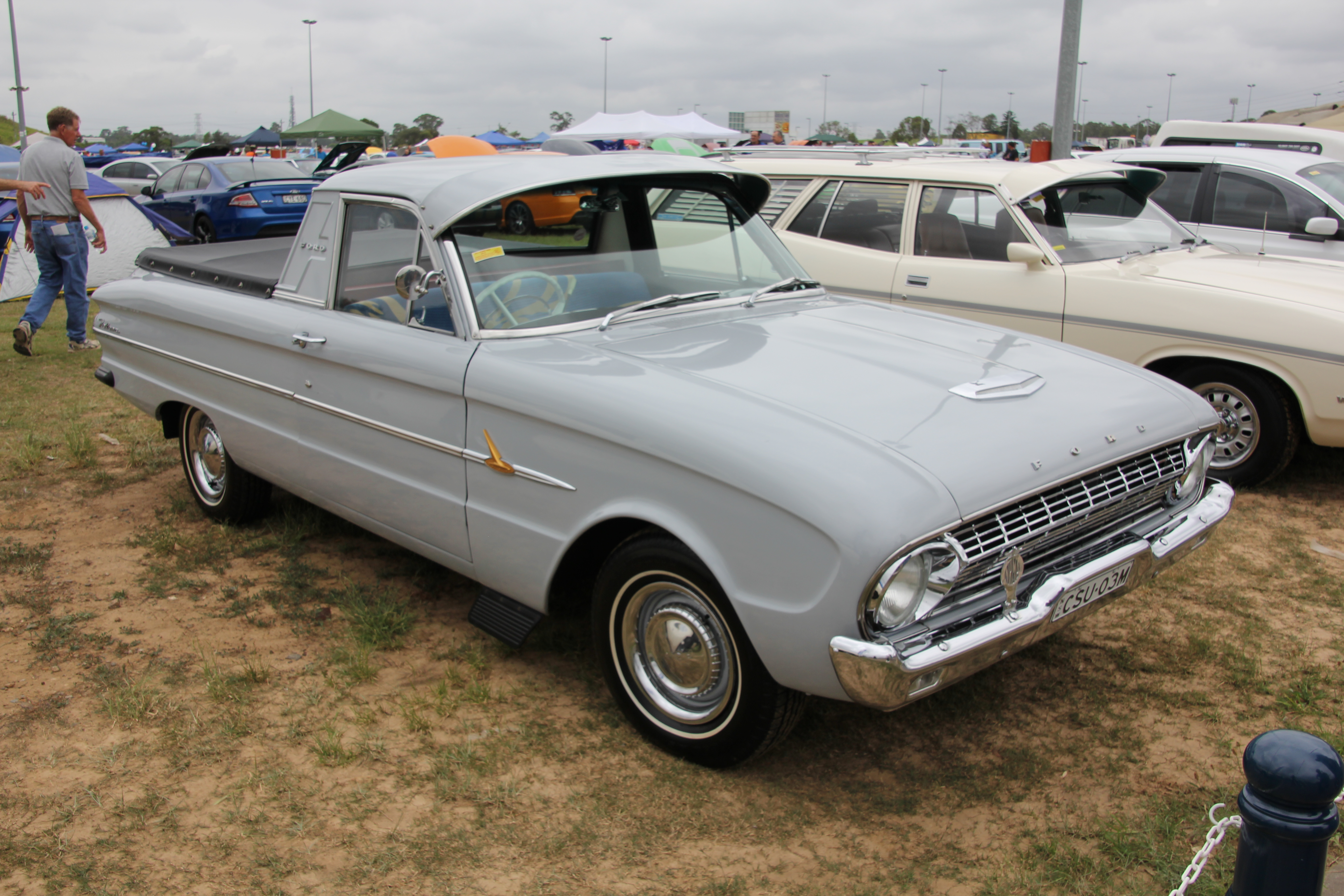
australijski Ford Falcon I Ute

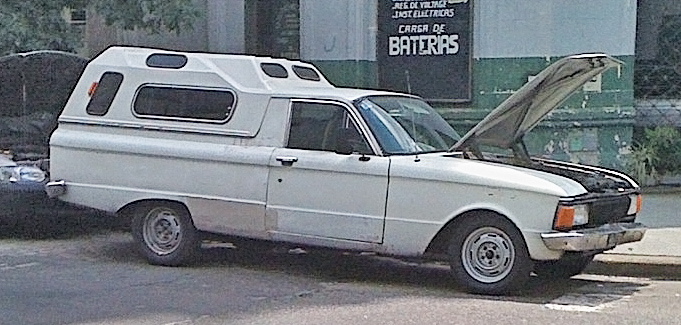
argentyński Ford Ranchero po liftingu

Ford Ranchero II został zaprezentowany po raz pierwszy w 1960 roku.
Druga generacja Ranchero została opracowana według zupełnie innej koncepcji niż poprzednik. Samochód został oparty na bazie średniej wielkości modelu Falcon. Wiązało się to ze znacznie mniejszym nadwoziem, które stało się wyraźnie krótsze, węższe i niższe.  Rozstaw osi wynosił 2971 mm, długość nadwozia zaś 4801 mm. Dostępne były jednostki R6 (2.4, 2.8 i 3.3) oraz V8 (4.3 i 4.7), zblokowane mogły zostać z 3- lub 4-biegową skrzynią manualną bądź 3-biegowym automatem.

### Australia
Ford Ranchero II podłużył za bazę dla pierwszej generacji australijskiej linii modelowej Ford Falcon Ute. Samochód zyskał nieznaczne modyfikacje wizualne, które jednak wraz z kolejnymi restylizacjami zyskiwały coraz bardziej indywidualny charakter względem amerykańskiego pierwowzoru.

### Argentyna
Druga generacja Forda Ranchero posłużyła za bazę także dla argentyńskiej tego modelu, która razem z osobowym modelem Falcon na długo po zakończeniu produkcji w Ameryce Północnej w 1966 roku, była produkowana w lokalnych zakładach w Buenos Aires i wielokrotnie modernizowana aż do 1991 roku. Wraz z każdą kolejną restylizacją, argentyński Ford Ranchero zyskiwał coraz obszerniejsze zmiany wizualne i techniczne, bazując jednak na tej samej technologii z końca lat 50. XX wieku.

### Silniki
- L6 2.4l Thriftpower
- L6 2.8l Thriftpower
- L6 3.3l Thriftpower
- V8 4.3l Windsor
- V8 4.7l Windsor

## Trzecia generacja

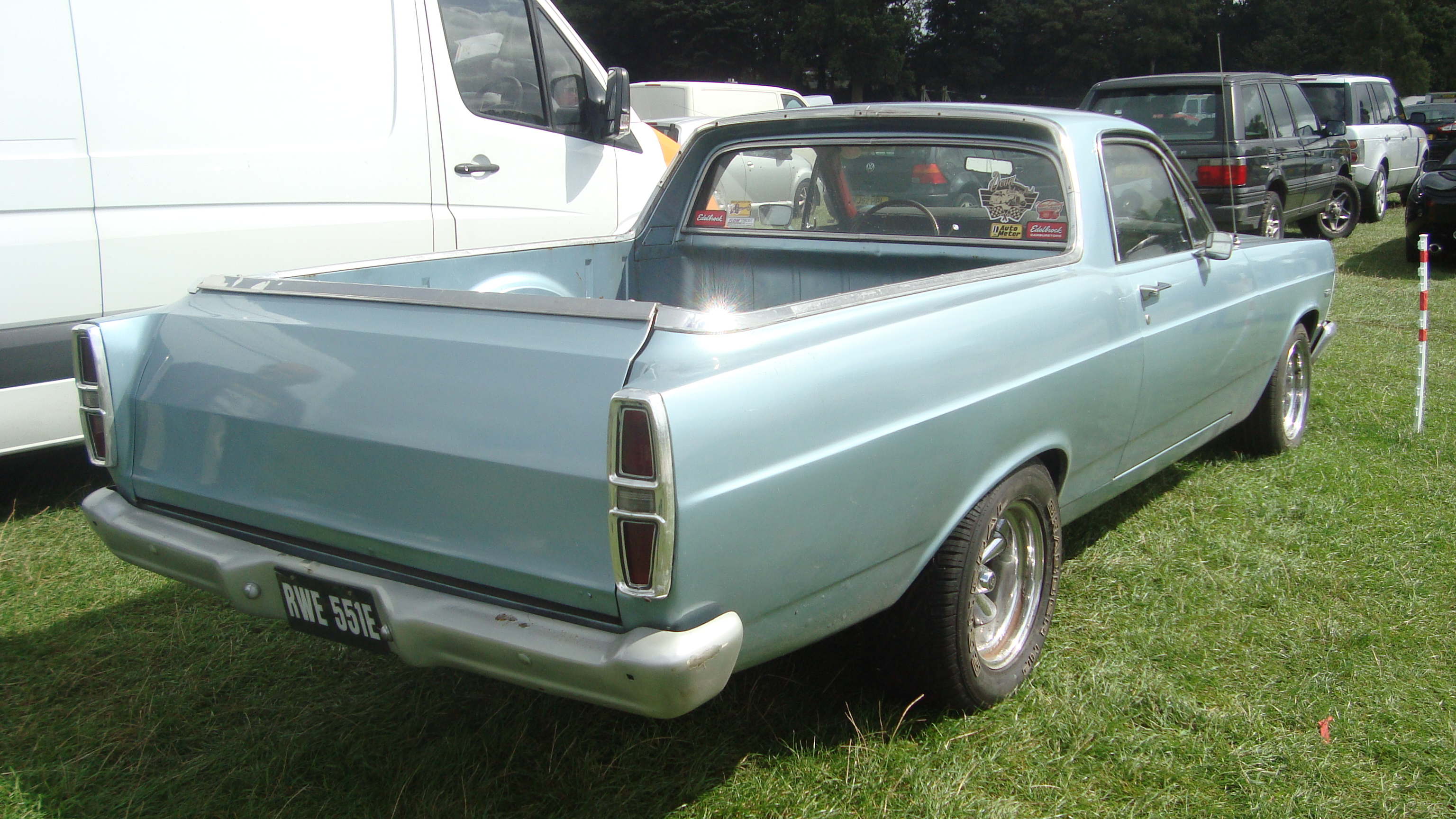
Ford Ranchero III - tył

Ford Ranchero III został zaprezentowany po raz pierwszy w 1966 roku.
Trzecia generacja Ranchero opierała się na zmodyfikowanej płycie podłogowej modelu Falcon. Przedni pas nadwozia oraz wyposażenie wnętrza również zapożyczono z modelu Falcon. Rozstaw osi wynosił 2870 mm. Dostępne silniki to R6 2.8 i 3.3 oraz V8 4.7 i 6.4. Napęd przenoszony był na oś tylną poprzez 3-biegowe skrzynie biegów (ręczna i automat). Rocznik 1967 konstrukcyjnie nie różnił się od poprzedniego, pas przedni przejęto jednak z modelu Fairlane. 

### Silniki
- L6 2.8l
- L6 3.3l
- V8 4.7l
- V8 6.4l

## Czwarta generacja

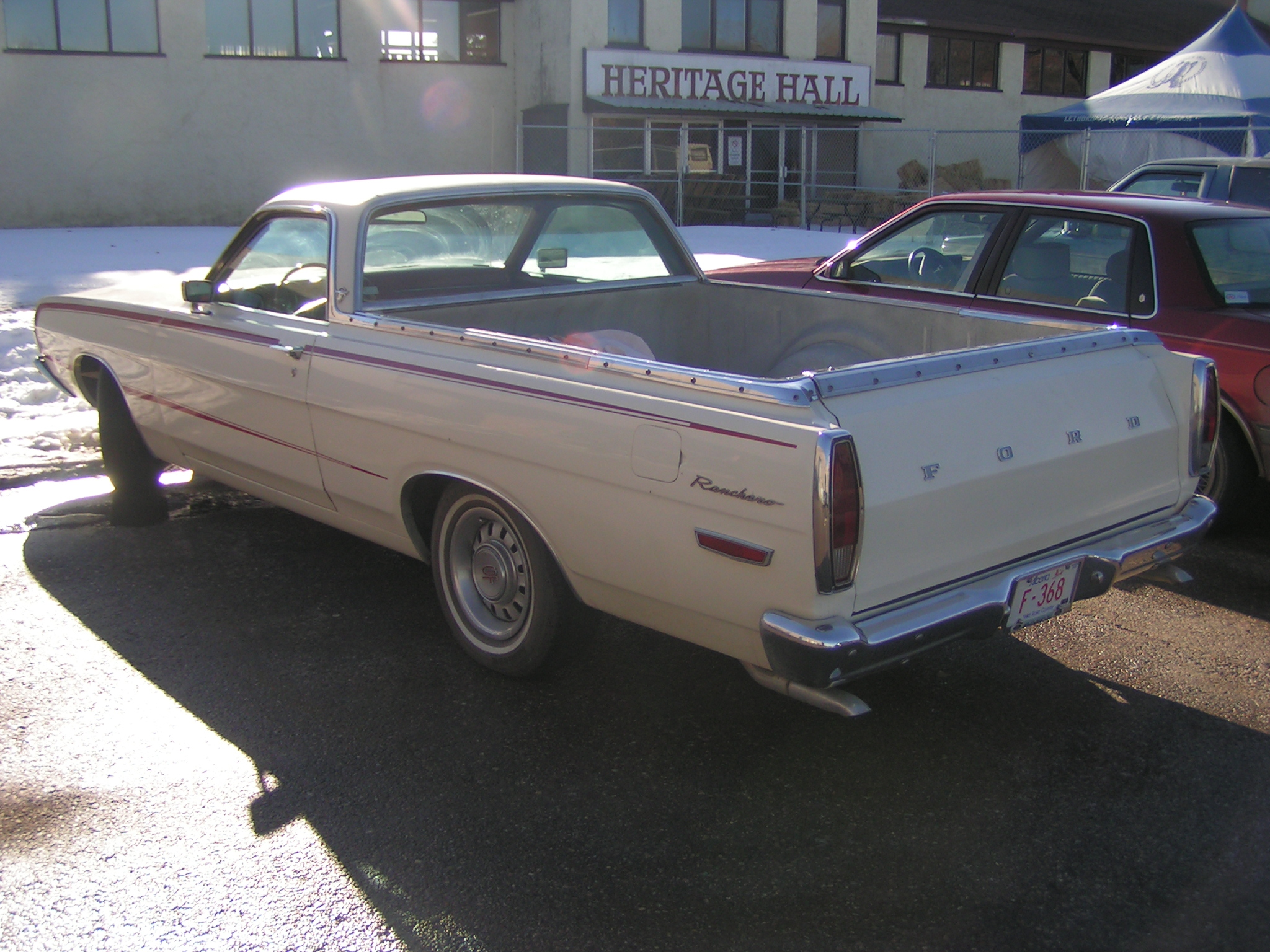
Ford Ranchero IV - tył

Ford Ranchero IV został zaprezentowany po raz pierwszy w 1968 roku.
Czwarta generacja zyskała większe nadwozie i więcej chromowanych ozdobników. Nowe Ranchero dostępne było w trzech poziomach wyposażenia: bazowym Ranchero, Ranchero 500 odpowiadającemu ówczesnej wersji Fairlane 500 oraz Ranchero GT jako odpowiednik Torino GT. Pas przedni został zapożyczny z modelu Torino. Pojazd dostępny był z silnikami R6 4.1 i V8: 4.7, 4.9, 6.4 i 7.0. Napęd przenoszony był na oś tylną poprzez 3-biegową manualną bądź 3- lub 4-biegową automatyczną skrzynię biegów.

### Silniki
- L6 4.1l
- V8 4.7l
- V8 4.9l
- V8 5.8l
- V8 6.4l
- V8 7.0l

## Piąta generacja

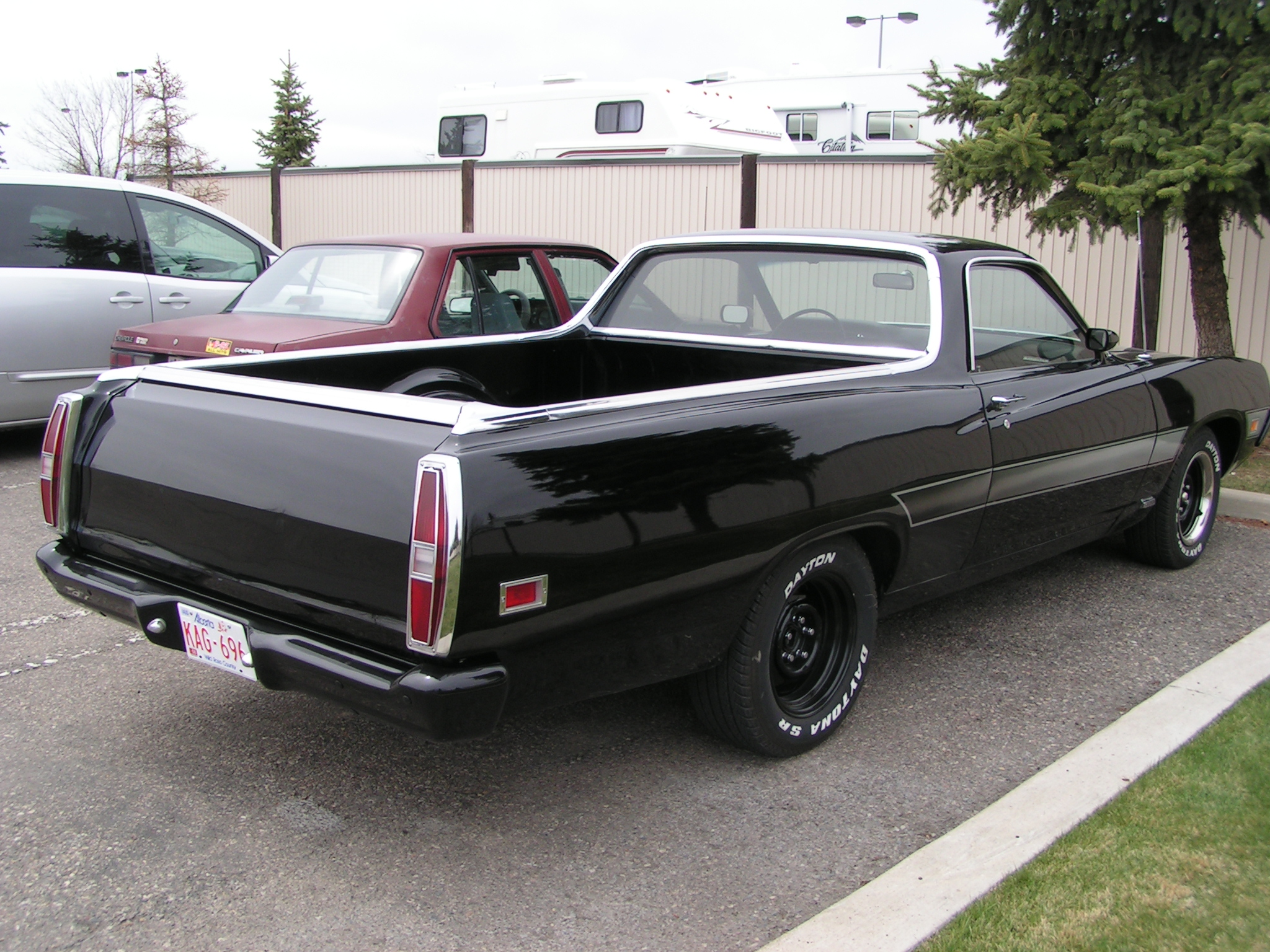
Ford Ranchero V - tył

Ford Ranchero V został zaprezentowany po raz pierwszy w 1970 roku.
Kolejna, piąta generacja Forda Ranchero przeszła ewolucyjny zakres zmian w stosunku do poprzednika. Cechowała się ona odświeżonym nadwoziem z liniami które wpisywały się w popularny na rynku północnoamerykańskim nurt stylistyczny coke bottle. Charakterystycznym rozwiązaniem były chowane reflektory, które znajdowały się pod kloszami połączonymi optycznie z atrapą chłodnicy. Do trzech wariantów wyposażenia z poprzedniej generacji dołączył Ranchero Squire - wygląd nadwozia nawiązywał do modelu Country Squire.

### Silniki
- L6 4.1l
- V8 4.9l
- V8 5.8l
- V8 7.0l

## Szósta generacja

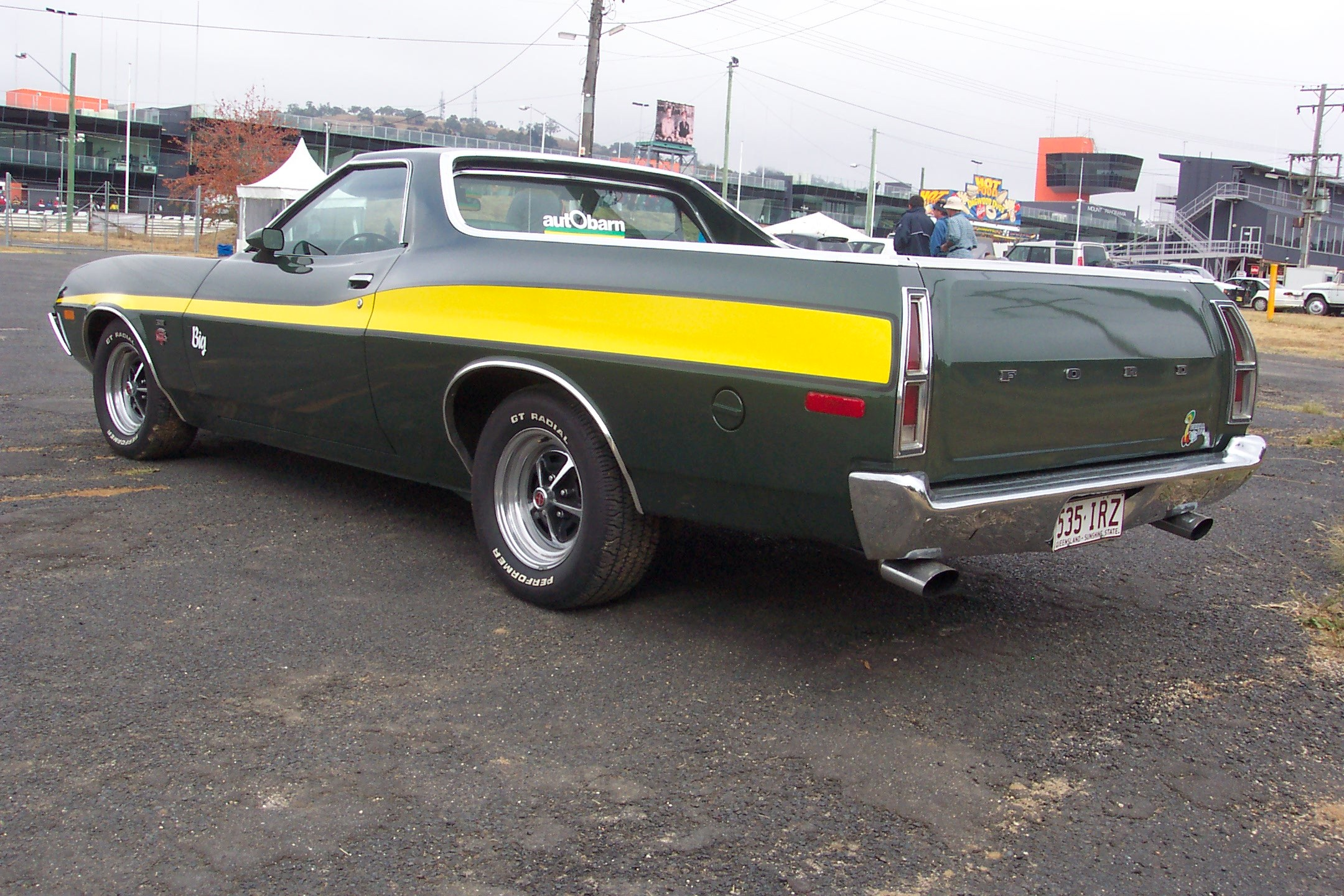
Ford Ranchero VI - tył

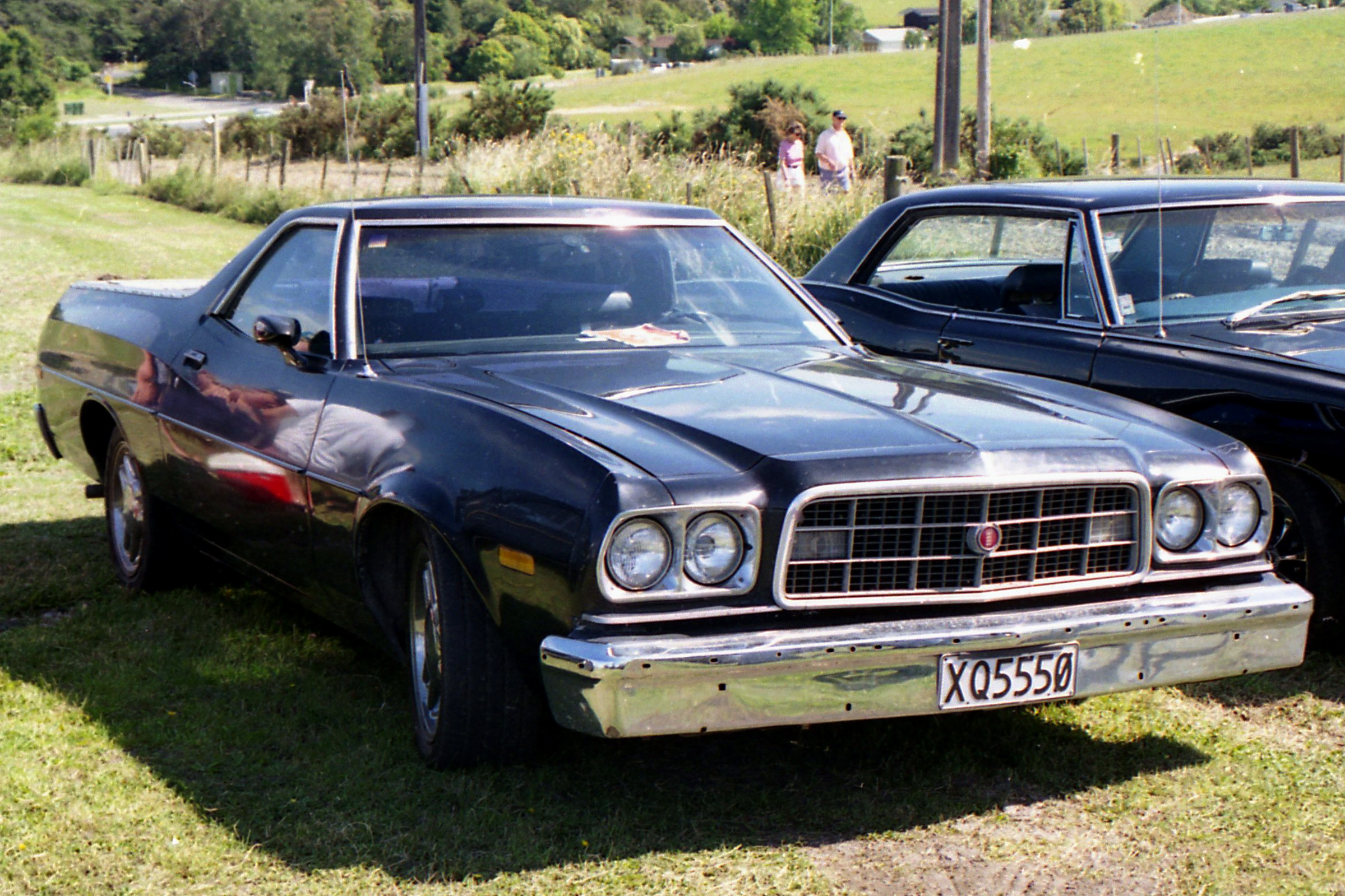
Ford Ranchero VI po liftingu

Ford Ranchero VI został zaprezentowany po raz pierwszy w 1972 roku.
Szósta generacja modelu pojawiła się wraz z rocznikiem 1972. Wygląd nadwozia został gruntownie zmodernizowany, pojazd nabrał bardziej masywnego wyglądu. Charakterystycznym akcentem, podobnie jak w przypadku pokrewnego modelu Torino, była duża owalna atrapa chłodnicy dominująca pas przedni. Podobny kształt miały mocowania reflektorów. Nabywca mógł wybrać silnik: R6 4.1 oraz V8: 4.9, 5.8, 6,6, 7.0 i 7.5. Napęd przenoszony był na oś tylną poprzez 4-biegową manualną bądź 3-biegową automatyczną skrzynię biegów. Rozstaw osi wynosił 2997 mm.

### Silniki
- L6 4.1l
- V8 4.9l
- V8 5.8l
- V8 6.6l
- V8 7.0l
- V8 7.5l

## Siódma generacja

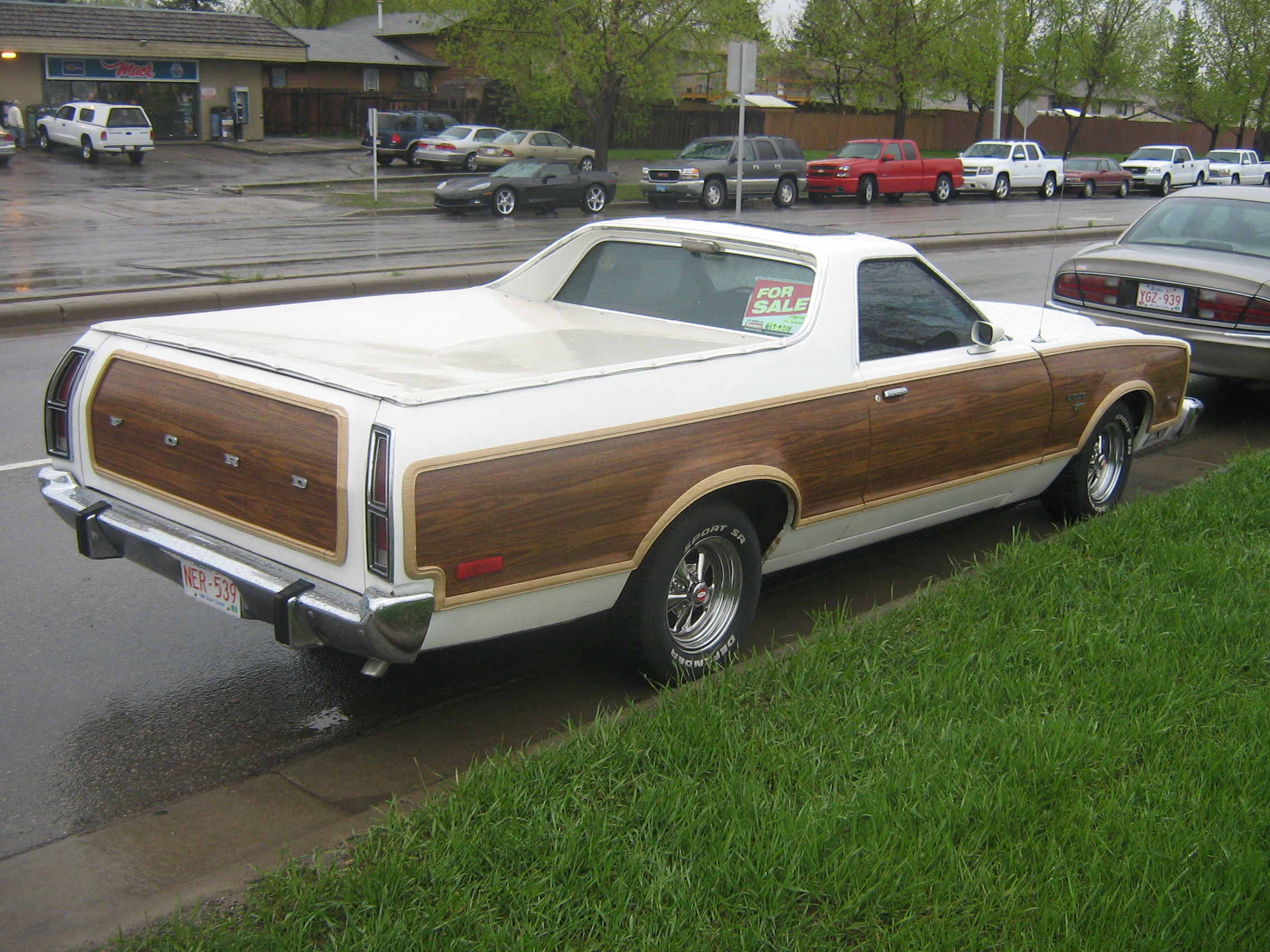
Ford Ranchero VII - tył

Ford Ranchero VII został zaprezentowany po raz pierwszy w 1977 roku.
Siódma i ostatnia generacja Forda Ranchero powstała według nowej koncepcji. Wraz z zakończeniem produkcji modelu Torino, Ranchero VII zostało oparte na nowym, większym modelu LTD II, przez co pojazd stał się wyraźnie masywniejszy i większy. Pas przedni wyróżniał się kanciastymi błotnikami i dużą, chromowaną atrapą chłodnicy. Jedynym dostępnym silnikiem był V8 6.6. Długość nadwozia wynosiła 5591 mm. Była to ostatnia generacja modelu Ranchero.
Przez cały czas produkcji powstało 508 355 egzemplarzy modelu.

### Koniec produkcji i następca
W 1979 roku Ford podjął decyzję o zakończeniu produkcji linii modelowej Ranchero, nie prezentując kolejnego wcielenia. Następcą został nowy, mniejszy model Durango oparty na średniej wielkości modelu Fairmont.

### Silniki
- V8 4.9l
- V8 5.8l
- V8 6.6l